# Międzynarodowe Dni Poezji w Broumovie

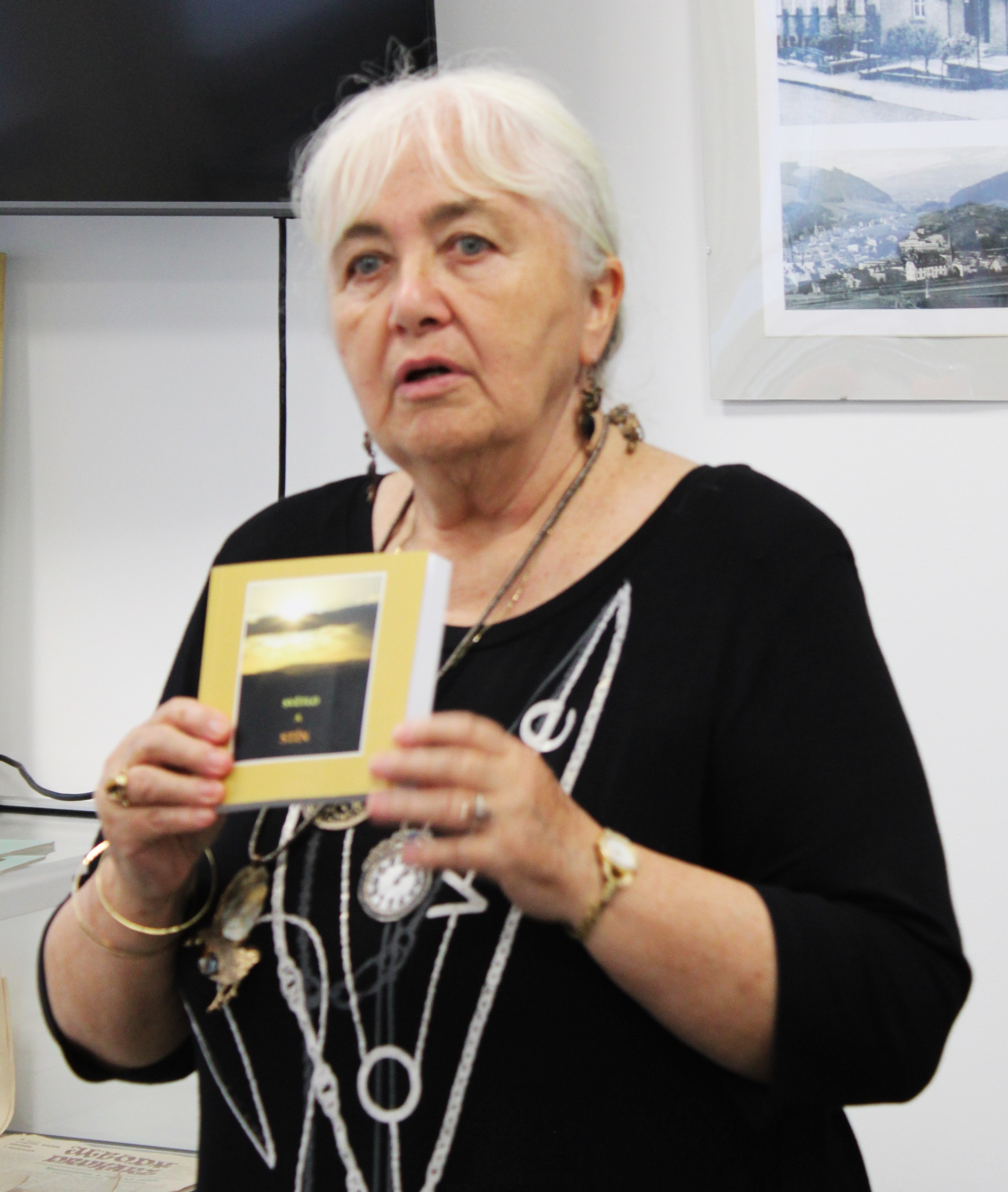
Věra Kopecká (2023)

Międzynarodowe Dni Poezji w Broumovie – coroczne wydarzenie kulturalne w Broumovie i w Křinicach odbywające się od 2000 z inicjatywy poetki Věry Kopeckiej. Dni stały się oryginalnym akcentem na kulturalnej mapie Czech. Impreza zazwyczaj ma miejsce w październiku w ramach Jesiennego Maratonu Artystycznego Centrum Wschodnioczeskiego Związku Pisarzy, dzięki pomocy miasta Broumova i Agencji Rozwoju Ziemi Broumovskiej. Po drugiej stronie granicy od 1991 odbywają się Noworudzkie Spotkania z Poezją. 

## Uczestnicy

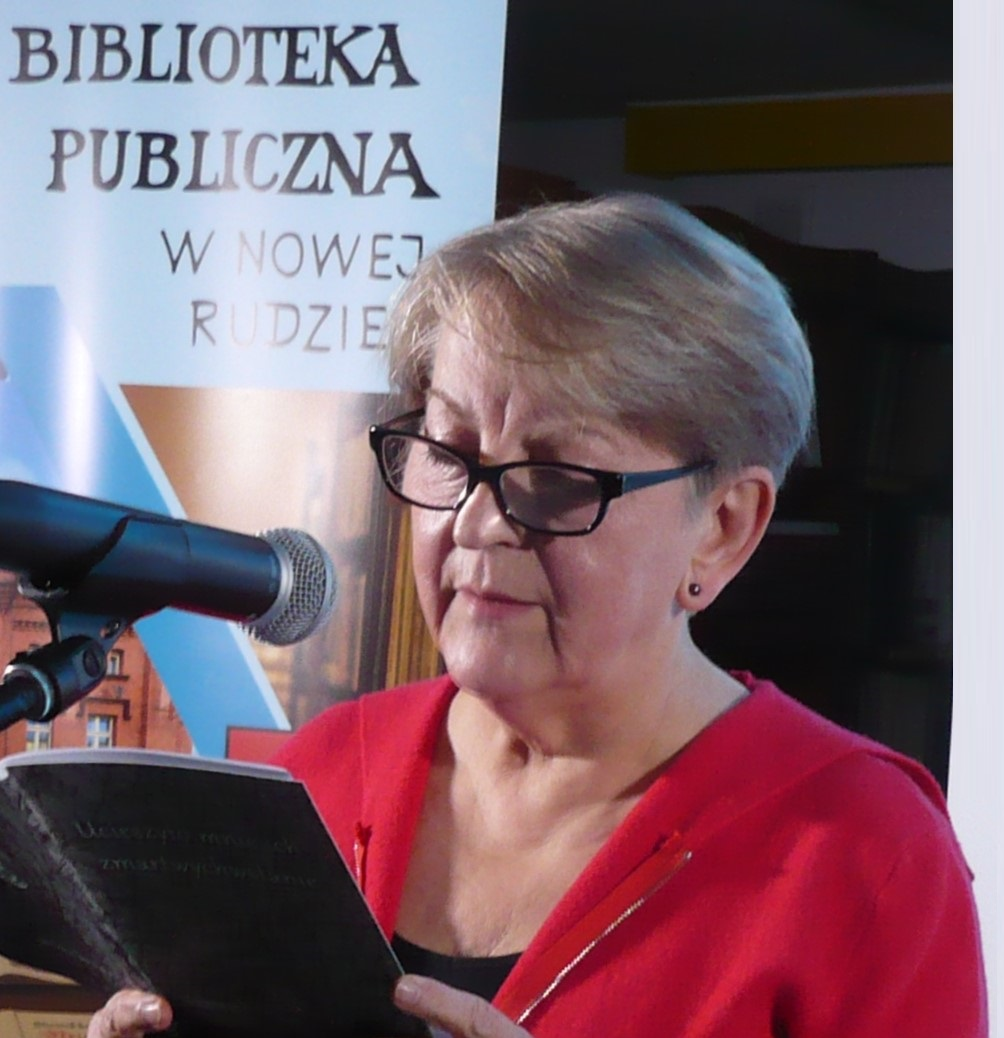
D. Góralska-Nowak
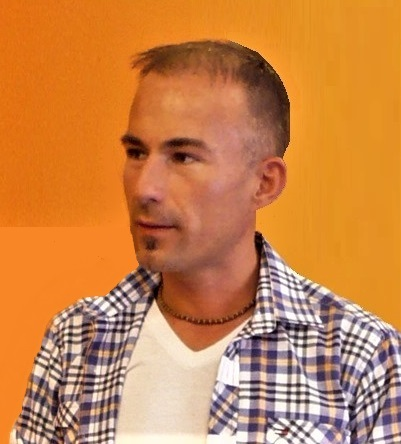
Gwidon Hefid
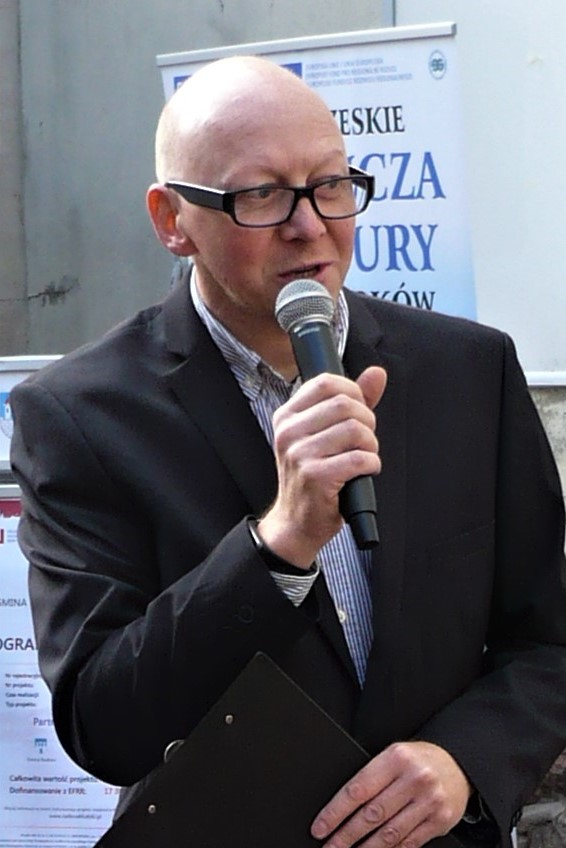
Krzysztof Karwowski
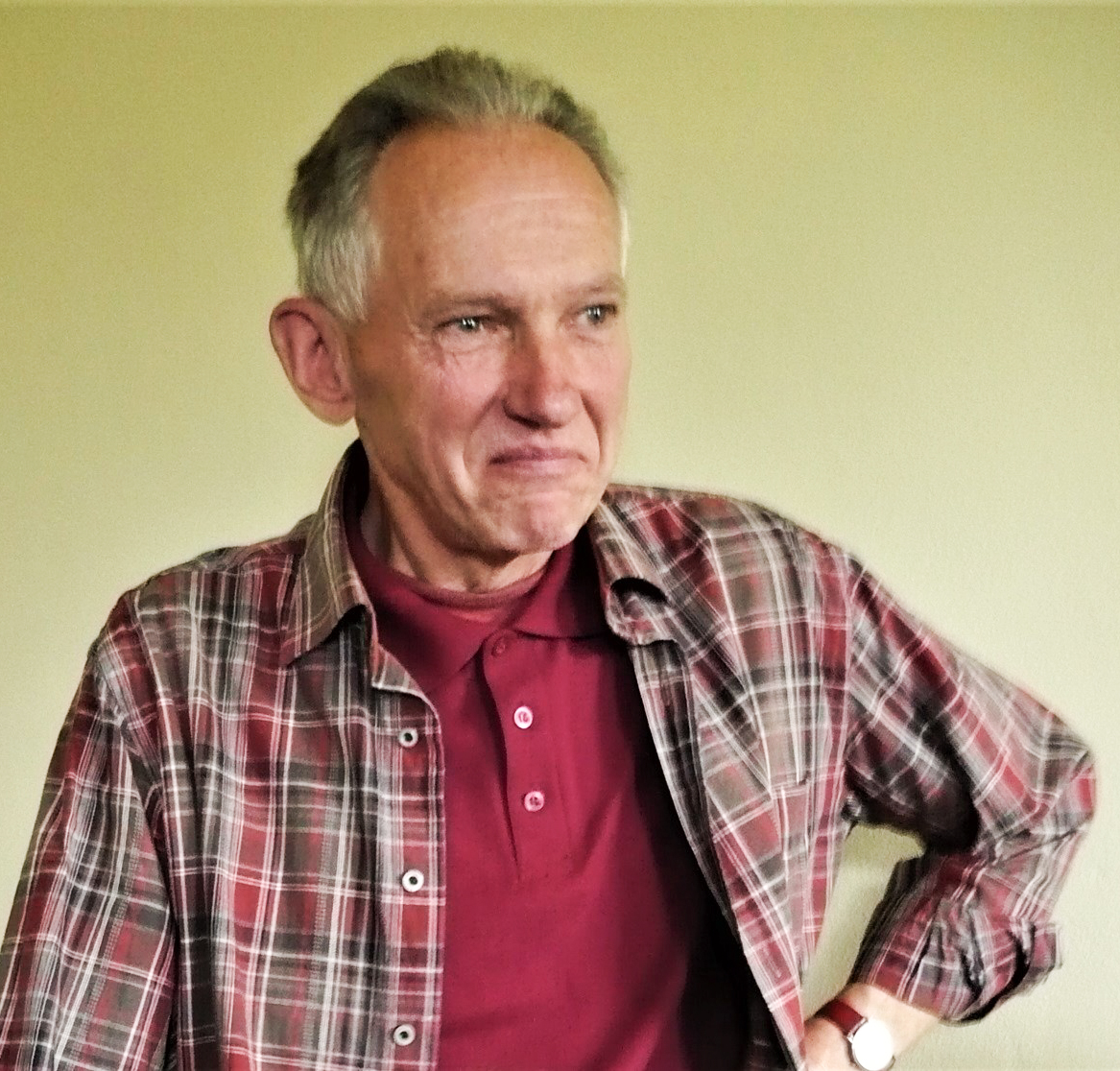
Antoni Matuszkiewicz
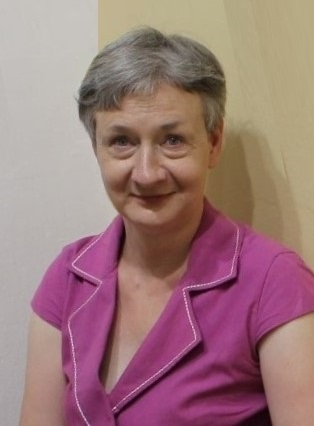
Iwona Matuszkiewicz

## Publikacje
1. Den Poezie,  Broumov 2000[2]
2. Den Poezie,  Broumov 2001, ISBN 80-238-7633-3
3. Den poezie Broumov 2002[3]
4. Dny poezie Broumov 2003, ISBN 80-239-1488-X
5. Páté Dny poezie,  Broumov 2004 ISBN 80-239-3526-7
6. 6. Dny poezie,  Broumov 2005, ISBN 80-239-5593-4
7. Sedmé Dny poezie,  Broumov 2006, ISBN 80-239-7723-7
8. 8. Dny poezie v Broumově, 2007, ISBN 978-80-254-0211-5
9. Slovo pady, 9 Dni Poezji, Broumov 2008, ISBN 978-80-254-2764-4
10. Zrníčka pro Pegasa, Broumov, 10 Dni Poezji, Broumov 2009[4]
11. Na dně moře verš, 11 Dni Poezji, Broumov 2010, ISBN 978-80-254-7983-4
12. Na prahu podzimu, 12 Dni Poezji, Broumov 2011, ISBN 978-80-260-0435-6
13. Čas barevného listí, 13 Dni Poezji, Broumov 2012, ISBN 978-80-260-3090-4
14. Do ticha skal, 14 Dni Poezji, Broumov 2013, ISBN 978-80-905431-4-0
15. Údolí slov 15 Dni Poezji, Broumov 2014, ISBN 978-80-88040-00-2
16. Na křídlech, 16 Dni Poezji, Broumov 2015, ISBN 978-80-88040-09-5
17. Oblaka nad krajinou, 17 Dni Poezji, Broumov 2016, ISBN 978-80-88040-16-3
18. Našlapování v podzimním listí, 18 Dni Poezji, Broumov 2017[5]
19. Barevná archa slov, 19 Dni Poezji, Broumov 2018, ISBN 978-80-88040-38-5
20. Na křídlech slov, 20 Dni Poezji, Broumov 2019, ISBN 978-80-88040-47-7
21. Pod potemnělou oblohou, 21 Dni Poezji, Broumov 2020[6]
22. Cesty, 22 Dni Poezji, Broumov 2021, ISBN 978-80-88040-70-5
23. Řeky života, 23 Dni Poezji, Broumov 2022, ISBN 978-80-88040-81-1
24. Světlo a stín, 24 Dni Poezji, Broumov 2023, ISBN 978-80-88040-90-3

inne
- Co jest za tą górą / Co je za tou horou. Wiersze poetów polskich i czeskich, 2006, ISBN 978-83-60923-02-3
- Desetkrát vzlétl Pegas nad Broumovem, výbor z poezie účastníků deseti ročníků Dnů poezie v Broumově, 2009, ISBN 978-80-254-4670-6
- Pegas nad Broumovem, antologie poezie účastníků Dnů poezie v Broumově 2010-2019, 2019, ISBN 978-80-88040-46-0
- Stromy - průvodci našich cest, almanach z tvůrčích dílen 19. a 20. Dnů poezie v Broumově a polsko-českého plenéru ve Wieszczynie, 2020 ISBN 978-80-88040-52-1